# Maurice Mochnacki
Maurycy Mochnacki (né le 13 septembre 1803 à Bojaniec près de Żółkiew et mort le 20 décembre 1834 à Auxerre) est un critique littéraire, historien et homme politique polonais, figure de proue du romantisme polonais. Après l’échec de l'insurrection de novembre 1830 contre la domination russe à laquelle il participe, il s'exile en France et devient un des chefs spirituels de l'émigration polonaise.

## Biographie
Fils de Bazile, avocat, propriétaire foncier et ancien insurgé de Kościuszko en 1794, et de Katarzyna née Pugowska, Maurice apprend la littérature classique et contemporaine, l'histoire et les langues étrangères dont le français. En 1815, la famille déménage à Lwów, où il joue du piano et du violon. En 1819, la famille s’installe dans la ville de Czersk près de Varsovie. 
Pour avoir giflé un agent de police de la police russe, il est expulsé de l'Université de Varsovie où il est sur le point d'obtenir son diplôme en droit, et condamné à 14 jours de travaux forcés dans le parc du Belvédère. En 1823, il est arrêté et emprisonné pendant un an dans l'ancien couvent des Carmélites pour appartenance à une organisation secrète appelée Union des Polonais Libres. 
Libéré, mais privé de la possibilité d'occuper des postes d'État, Mochnacki devient journaliste et éditeur. Dans les années 1826-1830, il travaille à la rédaction d'Izyda Polska, d'abord comme traducteur, puis comme assistant du rédacteur en chef. Il est également journaliste à Gazeta Polska. En 1827-1828, ce journal dont Ksawery Bronikowski et Maurycy Mochnacki sont respectivement rédacteur en chef et co-éditeur, devient la tribune des romantiques polonais dans leur affrontement avec les tenants du classicisme. Plus tard, Mochnacki écrit pour Kurier Polski et ses articles exaltés et ardemment patriotiques sont une composante presque quotidienne de ce journal. 
Sa maison à Varsovie est fréquentée par des jeunes intellectuels progressistes dont son ami Frédéric Chopin ou encore Maria Szymanowska.
C'est à cette époque qu'il commence à rédiger un essai intitulé Sur l'esprit et les sources de la poésie en Pologne. Admirateur de Schelling et des frères Frédéric et Auguste Schlegel, il souhaite trouver une version polonaise du romantisme, enracinée dans la tradition, l'histoire et l'esprit national. Il participe de fait à la naissance de la critique littéraire moderne en Pologne. Mochnacki pense que la littérature, tout en tenant un rôle majeur dans la société, peut jouer un rôle dans la création d'un nouveau pays. Mochnacki développe aussi l’idée de la primauté absolue de la nation en tant que communauté culturelle sur l’État qui n’en est que l’émanation et l’instrument. Selon lui, pour constituer une nation, transformer un peuple en une communauté culturelle, la seule voie est la prise de conscience, la reconnaissance de son propre être, de son essence, par la voix de la littérature. 
Mochnacki participe à presque tous les sociétés secrètes qui conspirent contre le tsarisme. Dès le début de 1829, il est membre de l'organisation des officiers de Piotr Wysocki. 
Au déclenchement de l'insurrection, il crée Club patriotique, un parti politique radical dont Joachim Lelewel est le président, qui s'oppose au général Józef Chłopicki, le premier chef militaire du soulèvement jugé trop conciliant. En janvier 1831, il publie le journal La Nouvelle Pologne dans lequel il prône une dictature révolutionnaire.
Il combat non seulement avec sa plume, mais aussi avec une arme à la main. Il n'accepte pas sa nomination au grade d'officier, et s'engage comme simple soldat, dans le 1er régiment de chasseurs à pied. Il prend part à plusieurs batailles comme celle de Grochów où il sera blessé, puis il combat près d'Ostrołęka, d'Okuniewo, de Liwiec et de Wawer. Dans la bataille d'Ostrołęka, il est blessé à nouveau. Jusqu'à la fin du soulèvement, il est aux côtés de son dernier chef militaire Jan Krukowiecki comme l'un de ses plus proches collaborateurs. Il n'arrête pas son activité journalistique. Dans Dziennik Krajowy, publié pendant l'insurrection, il prône la reconstruction de l'État indépendant de la Pologne selon de nouveaux principes plus démocratiques. Pour sa bravoure, il est décoré de l'ordre de Virtuti Militari.
Condamné à la pendaison par contumace après l'échec de l'insurrection, il s'exile, comme beaucoup de compatriotes, en France. Il arrive à Paris en novembre 1831. 
Il publie dans Journal de l'émigration polonaise, un périodique publié en polonais à Paris et entreprend l'écriture de son ouvrage historique en plusieurs tomes Le soulèvement de la nation polonaise. Il y détaille l'histoire d'insurrection et analyse les causes de son échec du soulèvement. Mochnacki juge la cause juste accuse la faiblesse de ses dirigeants et leur manque de préparation à assumer la responsabilité de ce moment historique important. L'œuvre reste inachevée, interrompu par la mort de Mochnacki. Néanmoins, il a une forte influence sur les prochaines générations de Polonais, comme en témoignent ses éditions ultérieures: en 1850 et - ce qui est significatif - en 1863, année de l'insurrection de janvier.
En octobre 1834, désireux soigner sa tuberculose à l'air des montagnes, il se rend à Auxerre. Il y espère aussi imprimer son livre à moindre coût. Il y meurt deux mois plus tard, à l'âge de 31 ans. Antoni Walewski prononce un discours émouvant à ses obsèques. Il repose au cimetière Saint-Amâtre d'Auxerre

## Divers
- Jan Lechoń publie un poème dont le héros est Mochnacki.